# توماس بيك (ممثل)
توماس بيك (بالإنجليزية: Thomas Beck) هو ممثل أمريكي، ولد في 29 ديسمبر 1909 بنيويورك في الولايات المتحدة، وتوفي في 23 سبتمبر 1995 في الولايات المتحدة بسبب مرض آلزهايمر.

## وصلات خارجية
- توماس بيك على موقع IMDb (الإنجليزية)
- توماس بيك على موقع أول موفي (الإنجليزية)
- توماس بيك على موقع قاعدة بيانات برودواي على الإنترنت (الإنجليزية)
- توماس بيك على موقع قاعدة بيانات الفيلم (الإنجليزية)